# Indywidualne Mistrzostwa Polski na Żużlu 2002
Indywidualne Mistrzostwa Polski na Żużlu 2002 – zawody żużlowe, mające na celu wyłonienie medalistów indywidualnych mistrzostw Polski w sezonie 2002. Rozegrano cztery turnieje ćwierćfinałowe, dwa półfinały oraz finał, w którym zwyciężył Tomasz Gollob.

## Finał
- Toruń, 15 sierpnia 2002
- Sędzia: Marek Wojaczek

| Msc. | Zawodnik            | Klub         | Pkt |           |  |
| ---- | ------------------- | ------------ | --- | --------- |  |
| 1    | Tomasz Gollob       | Bydgoszcz    | 11  | (2,3,3,3) |  |
| 2    | Krzysztof Cegielski | Gniezno      | 10  | (1,3,3,3) |  |
| 3    | Jacek Krzyżaniak    | Wrocław      | 10  | (3,2,2,3) |  |
| 3    | Piotr Świst         | Gorzów Wlkp. | 10  | (3,2,3,2) |  |
| 5    | Piotr Protasiewicz  | Bydgoszcz    | 8   | (3,3,0,2) |  |
| 6    | Rafał Kurmański     | Zielona Góra | 7   | (0,1,3,3) |  |
| 7    | Rafał Dobrucki      | Piła         | 5   | (2,1,2,u) |  |
| 7    | Tomasz Bajerski     | Toruń        | 5   | (2,w,1,2) |  |
| 9    | Andrzej Huszcza     | Zielona Góra | 4   | (3,1,0,w) |  |
| 10   | Rafał Okoniewski    | Leszno       | 4   | (1,3,u,–) |  |
| 11   | Jarosław Hampel     | Piła         | 4   | (u,2,2,w) |  |
| 12   | Damian Baliński     | Leszno       | 3   | (u,2,1,w) |  |
| 12   | Mariusz Węgrzyk     | Rybnik       | 3   | (w,u,2,1) |  |
| 14   | Robert Sawina       | Toruń        | 3   | (1,1,0,1) |  |
| 15   | Jacek Rempała       | Leszno       | 2   | (0,0,1,1) |  |
| 16   | Robert Dados        | Wrocław      | 0   | (w,d,w,w) |  |
|      | rez. Piotr Winiarz  | Rzeszów      | 3   | (1,2,u)   |  |

Uwaga: zawody przerwano po czterech seriach startów z powodu padającego deszczu.